# Алексий (Богичевич)
Епи́скоп Алекси́й (серб. Епископ Алексеј, в миру Миломир Богичевич, серб. Миломир Богићевић; 8 марта 1955, Пиштане) — епископ Сербской православной церкви, титулярный епископ Хвостанский, викарий Патриарха Сербского.

## Биография
Родился 8 марта 1955 года в деревне Пиштан общины Печ в семье Любомира и Грозданы Богичевич. При крещении его назвали Миломиром. Он закончил начальную школу в деревне Бабич и один класс восьмилетней школы в Гораздеваце (пятый), а затем, будучи послушником Монастыря Высокие Дечани, закончил оставшиеся три класса.
На двенадцатом году жизни, на Видовдан в 1967 году, он был принят в монастырские ученики, а затем в послушники к архимандрит Макарию (Поповичу), настоятелю Монастыря Высокие Дечаны.
Будучи послушником, он отслужил 15 месяцев военной службы в Илирской Бистрице в Славонии; одновременно сдавая экзамены в Призренской духовной семинарии.
После окончания военной службы в 1975 году, накануне праздника святого короля Стефана Дечанского был пострижен в рясофор епископом Рашско-Призренским Павлом (Стойчевичем) с наречением имени Константин в честь благоверного князя Константина Ярославского. В следующем, 1976 году, на второй день Пасхи, он был рукоположен в сан иеродиакона тем же епископом. В том же году он поступил на богословский факультет в Белграде, который окончил в 1981 году.
По благословению архиерея он надолго ушёл в Хиландарский монастырь, а затем в Святую Землю, в Вифлеем, где пробыл четыре с половиной года в Рождественском монастыре. В 1985 году игумен Игнатий (Ракша), настоятель Свято-Троицкого монастыря у Мамврийского дуба в Хевроне (РПЦЗ) постриг его в монашество в Горненском монастыре по чину малой схимы с именем Алексий в честь новомученика-цесаревича Алексея Николаевича Романова.
14 июня 1986 года рукоположен во иеромонаха. В 1989 году вернулся в родной Монастырь Высокие Дечаны, а в 1990 году по благословению отправился в аспирантуру в Салоники. В 1992 году в Арнее митрополитом Никодимом (Анагносту) возведён в сан архимандрита.
Во время учёбы в аспирантуре он был настоятелем Монастыря Прохора Пчиньского в период с 1994 по 1996 год, а также настоятелем Монастыря Суково близ Пирота с 1996 по 1997 год. Успешно закончил аспирантуру, защитив работу на тему «Хиландарские монахи в администрации Сербской Церкви в период с 1200 по 1346 год». В 2000 году получил звание магистра богословия в Университете Аристотеля в Салониках. Работа также была опубликована на греческом языке.
В 2002 году он был назначен настоятелем монастыря апостола и евангелиста Луки в Бошняне. За период двадцатилетнего настояния в этом святом семействе были построены четыре храма и монашеская резиденция со столовой, начались работы над новой колокольней, но прежде всего наладилась молитвенно-богослужебная жизнь обители.
С основанием Крушевацкой епархии в 2011 году и по благословению епископа Крушевацкого Давида (Перовича), аурхимандрит Алексий активно участвует в организации и формировании епархиальных органов и, таким образом, строительстве Крушевацкой епархии.
В 2011 году представил книгу воспоминаний «Встречи со старцами» (Сусрети са Старцима). В 2019 году вышла его книга «Дечанские и другие истории» (Дечанске и друге приче)
На очередном майском заседании Священного Архиерейского Синода Сербской православной церкви, проходившем с 15 по 21 мая 2022 года, избран викарием Патриарха Сербского Порфирия с титулом «Хвостанский».
12 ноября 2022 года в Соборном Храме святого Архангела Михаила в Белграде состоялся торжественный чин наречения архимандрита Алексия во епископа Хвостанского.
13 ноября 2022 года в храме Святого Саввы в Белграде состоялась его архиерейская хиротония, которую совершили: Патриарх Сербский Порфирий, архиепископ Охридский и митрополит Скопский Иоанн (Вранишковский), митрополит Брегалницкий Иларион (Серафимовский) (Македонская православная церковь), епископ Банатский Никанор (Богунович), епископ Бачский
Ириней (Булович), епископ Враньский Пахомий (Гачич), епископ Шумадийский Иоанн (Младенович), епископ Браничевский Игнатий (Мидич), епископ Зворницко-Тузланский Фотий (Сладоевич), епископ Милешевский Афанасий (Ракита), епископ Брегалницкий Марк (Кимев), епископ Горнокарловацкий Герасим (Попович), епископ Крушевацкий Давид (Перович), епископ Славонский Иоанн (Чулибрк), епископ Бихачко-Петровацкий Сергий (Каранович), епископ Нишкий Арсений (Главчич), епископ Осечкопольский и Бараньский Херувим (Джерманович), епископ Валевский Исихий (Рогич), епископ Ремезианский Стефан (Шарич), епископ Марчанский Савва (Бундало).